# ウォーキング・オン・ザ・ムーン 3D
『ウォーキング・オン・ザ・ムーン 3D』（Magnificent Desolation: Walking on the Moon 3D）は、2005年のアメリカ合衆国のIMAX3Dドキュメンタリー映画。最初に月へ降り立ったアポロ計画の12人の宇宙飛行士たちを描いている。
マーク・コーウェンが共同脚本・プロデューサー・監督を、さらにトム・ハンクスが共同脚本・プロデューサーとナレーターを担当した。

## 概要
本作ではNASAの歴史的な出来事をCGIで再現して描く。トム・ハンクスにとって本作は、映画『アポロ13』、ミニシリーズ『フロム・ジ・アース/人類、月に立つ』に続くアポロ関連の計画を描いた3度目の作品である。
音楽はジェームズ・ニュートン・ハワードとブレイク・ニーリーが担当した。
原題はバズ・オルドリンが月の景色を見たときに発した次の言葉から取られている。
オルドリン: Beautiful view!
アームストロング: Isn't that something! Magnificent sight out here.
オルドリン: Magnificent desolation.

## キャスト
ほとんどの登場人物は声のみの出演である
- ナレーター - トム・ハンクス（日本語吹替：江原正士）
- ハリソン・シュミット - ジョン・コーベット
- デイヴィッド・スコット - アンドリュー・ハズマン
- バズ・オルドリン - ブライアン・クランストン
- ジェームズ・アーウィン - アーロン・ホワイト
- アラン・シェパード - マット・デイモン
- 宇宙飛行士グレース - ゲイリー・ハーシュバーガー
- ニール・アームストロング - モーガン・フリーマン
- 宇宙飛行士ウォレス - スコット・ワイルダー
- 未来の宇宙飛行士 - ブレイディ・ブラックレッジ
- チャールズ・デューク - スコット・グレン
- アルファステーション司令官 - リック・ゴメス
- アームストロングの連れ - コリン・ハンクス
- 未来のヒューストン交信担当者 - フランク・ジョン・ヒューズ
- ヒューストン交信担当者 - ティム・マシスン
- アラン・ビーン - マシュー・マコノヒー
- リザーバー司令官 - ニール・マクドノー
- デイヴィッド・スコット - ポール・ニューマン
- エドガー・ミッチェル - ビル・パクストン
- ジョン・ヤング - バリー・ペッパー
- ディレクター - ケヴィン・ポラック
- ユージン・サーナン - ゲイリー・シニーズ
- ピート・コンラッド - ピーター・スコラーリ（英語版）
- ジェームズ・アーウィン - ジョン・トラボルタ
- ヘリウム3司令官 - ドニー・ウォルバーグ
- ベータステーション司令官 - リタ・ウィルソン

※日本語吹替：IMAX劇場公開版

## スタッフ
- 監督：マーク・コーウェン
- 脚本：マーク・コーウェン、トム・ハンクス、クリストファー・G・コーウェン
- 製作：マーク・コーウェン、ゲイリー・ゴーツマン、トム・ハンクス
- 製作総指揮：マーク・ヘルツォーク、ヒュー・マーレイ
- 撮影監督：ショーン・マクレオド・フィリップス
- プロダクションデザイナー：チャールズ・ドワイト・リー
- 編集：ビリー・シンスキー
- 音楽：ブレイク・ニーリー（英語版）